# Elatostema surigaoense
Elatostema surigaoense är en nässelväxtart som beskrevs av Adolph Daniel Edward Elmer. Elatostema surigaoense ingår i släktet Elatostema och familjen nässelväxter. Inga underarter finns listade i Catalogue of Life.